# Salesita
La salesita és un mineral de la classe dels òxids. Nom atorgat en honor de Reno H. Sales (1876-1969), cap de geologia d'Anaconda Copper Company, Xile.

## Classificació
La salesita es troba classificada en el grup 4.KB.05 segons la classificació de Nickel-Strunz (4 per a Òxids (hidròxids, V [5,6] vanadats, arsenits, antimonurs, bismutits, sulfits, selenits, telurits, iodats); K per a Iodats: trigonal [IO₃] piràmides (majoritàriament) i B per a Iodats sense anions addicionals, sense H₂O; el nombre 05 correspon a la posició del mineral dins del grup). En la classificació de Dana el mineral es troba al grup 22.1.1.1 (22 per a Iodats que contenen hidroxils o halògens i 1 per a diversos; 1 i 1 corresponen a la posició del mineral dins del grup).

## Característiques
La salesita és un òxid de fórmula química Cu(IO₃)(OH). Cristal·litza en el sistema ortoròmbic. La seva duresa a l'escala de Mohs és 3. De color verd blavós; lluïssor vítria. Insoluble en aigua. Fàcilment soluble en HNO₃.

## Formació i jaciments
Sovint es troba en dipòsits de zones rovellades de coure (minerals de coure oxidats) en climes àrids. S'ha descrit a l'Amèrica del Sud.